# Arth
Arth (toponimo tedesco) è un comune svizzero di 11 492 abitanti del Canton Svitto, nel distretto di Svitto; ha lo status di città.

## Geografia fisica
Il comune è situato sulla riva meridionale del lago di Zugo e lungo la strada del Gottardo, tra i monti Rigi e Rossberg.
Il 40,8% del territorio comunale è usato per scopi agricoli, il 46,3% è costituito da foreste, l'8,5% è occupato da strade o edifici e il rimanente è improduttivo (fiumi, ghiacciai o montagne).

## Storia
Arth è citato per la prima volta nel 1036 come Arta; nel 1353 è attestato il nome ze Arth.

## Geografia antropica
Il comune è formato dai villaggi di Arth, Oberarth e Goldau oltre che dalle località di Klösterli e Kulm sulla Rigi.

## Infrastrutture e trasporti
La stazione di Arth-Goldau è un importante crocevia delle Ferrovie Federali Svizzere. Il comune è servito da due uscite dell'autostrada A4 (Arth e Goldau) e il traffico in esso presente è molto intenso.